# Zajas
Zajas (in macedone Зајас?) è un comune urbano della Repubblica di Macedonia di 18 800 abitanti (dati 2010). La sede comunale è nella località omonima

## Storia
Il comune venne creato nel 1996, e poi dissolto nel 2013 dalla nuova organizzazione territoriale ed unito al comune di Kičevo.

## Società

### Evoluzione demografica
Secondo il censimento nazionale del 2002 Zajas conta 11 605 abitanti. I principali gruppi etnici sono:
- Albanesi = 11 308
- Macedoni =    211

## Località
Il comune è formato dall'insieme delle seguenti località:
- Bačišta
- Bukojčani
- Dlapkin Dol
- Dolno Strogomište
- Gorno Strogomište
- Grešnica
- Kolari
- Kolibari
- Lešnica
- Midinci
- Rečani-Zajaško
- Tajmište
- Zajas (sede comunale)